# Maclennan (rivière)

La rivière Maclennan  (en anglais : Maclennan River) est un cours d’eau situé dans l’Île du Sud de la Nouvelle-Zélande,

## Géographie
C’est un affluent  de la rivière Tahakopa .
(en) Land Information New Zealand, « détail emplacement: Maclennan (rivière) », sur New Zealand Gazetteer